# Juan Xenos
Juan Xenos (en griego: Ἰωάννης Ξένος; 970-1027), también conocido como Juan el Ermitaño, fue un asceta itinerante, fundador de iglesias y monasterios en la Creta bizantina. Escribió una autobiografía en griego, Bios kai politeia.
La vida de Juan se conoce principalmente a través de su autobiografía, que sobrevive en un manuscrito del siglo XV ahora en la Biblioteca Bodleiana y el manuscrito conocido como el Códice Cisamensis, copiado en Creta en 1703. El Códice Cisamensis también contiene una copia de la voluntad y el testamento de Juan.

## Vida
Juan nació en el seno de una familia adinerada en Siba, probablemente el pueblo moderno de Sivas en la llanura de Mesará. El escriba del Códice Cisamensis coloca su nacimiento en el año 970. Durante un tiempo viajó solo por el oeste de Creta, "de montaña en montaña", según sus palabras. Fundó su primera iglesia en Rétino en obediencia a una visión que recibió de los santos cretenses Eutychios y Eutychianos. Fue la primera de varias iglesias que construyó en honor a estos santos. Después de una visión de la Theotokos Antiphonetria, construyó el monasterio de Myriokephala en la cima de la montaña. Este monasterio todavía existe y se conservan algunas pinturas murales de principios del siglo XI.
Después de Myriokephala, fundó las iglesias de San Jorge Doubrikas cerca de Roustika y San Jorge Opsaropiastes cerca de Chromonastiri, ambas en las colinas al sur de Rétino. Por lo general, dejaba sus iglesias al cuidado de un monje ordenado sacerdote. Cuando regresó a Myriokephala después de su fundación en San Jorge, encontró a los monjes en mal estado. Estableció una iglesia dedicada a San Patapios como una dependencia de Myriokephala con la responsabilidad de supervisar sus tierras agrícolas ubicadas a cierta distancia del monasterio. En total, Myriokephala podría mantener a doce monjes.
Después de sus fundaciones de San Jorge, Juan viajó a Constantinopla para obtener privilegios imperiales para sus iglesias. Las dos versiones conservadas de su Biografía difieren en los detalles de su misión Constantinopolitana. El Codex Cisamensis establece que el emperador Romanos III (1028-1034) emitió una bula de oro que concedía una subvención anual a Myriokephala y le regaló a Juan una docena de vestimentas monásticas.  El Patriarca Alexios Studites (1025–1043) emitió un stauropegion que eximía a Myriokephala de impuestos eclesiásticos y supervisión episcopal. El manuscrito de la Biblioteca Bodleiana no menciona al patriarca ni a Romanos III, pero se refiere a "nuestros emperadores ortodoxos".
Al regresar de Constantinopla, Juan cambió su actividad hacia el noroeste. Fundó una iglesia de la Madre de Dios en Koufos con tierras agrícolas y un viñedo. Instaló un oratorio dedicado a San Pablo cerca de Aigialos y un santuario de San Jorge en Nazogeraia. Estos lugares se encuentran cerca del actual pueblo de Azogyres, tierra adentro de Palaiochora. Buscando la soledad, continuó hacia el oeste y se instaló en Kísamos. Su autobiografía no registra más de su vida, pero la tradición cuenta que permaneció algún tiempo en el pueblo de Spelia, donde se le dedicó un oratorio. Se dice que fue enterrado en el monasterio de Gouverneto.
El testamento de Juan, que redactó después de su regreso de Constantinopla, trata toda su fundación eclesiástica como propiedad privada y como una unidad. Coloca todas sus diversas fundaciones bajo la autoridad de Myriokephala. Estaba ansioso por proteger a sus iglesias del charistikion, una nueva institución introducida por Basilio II (976-1025) que permitía que las iglesias propietarias fueran transferidas por el gobierno. Para la protección de sus iglesias, Juan se basó en la bula de oro y en la stauropegion.

## Escrituras
La Bios kai politeia no es una biografía muy informativa, pero representa un renacimiento del género autobiográfico en Bizancio. Porque, para apoyar a sus iglesias, Juan adquirió tierras, huertos y privilegios económicos, su Biografía también es importante como fuente de información sobre la agricultura y el pago de impuestos en la Creta del siglo XI, lo que ayuda a definir términos como zeugarion y choraphion. Además del Bios, se han atribuido a Juan algunos sermones sobre el Evangelio de Mateo y algunos himnos (canones y stichera).